# Orbais (Perwez)
Pour les articles homonymes, voir Orbais.
Orbais (en néerlandais Oorbeek, en wallon Orbåy) est une section de la commune belge de Perwez située en Région wallonne dans la province du Brabant wallon.
C'était une commune à part entière avant la fusion des communes de 1977.
Ce village est arrosé par le ruisseau de l'Orbais.

## Étymologie
Du nom du ruisseau Orbais, de Or d'origine incertaine (on a voulu y voir "aurochs" ou "marécage") et du germanique bek "ruisseau" (allemand Bach). A rapprocher d'Orbais-l'Abbaye dans la Marne et d'Orbey en Alsace, Urbach en Moselle et en Allemagne.[réf. nécessaire]

## Démographie
- Sources:INS, Rem:1831 jusqu'en 1970=recensements, 1976= nombre d'habitants au 31 décembre

## Histoire
Orbais fut l'un des villages où eut lieu un des vols pour lesquels la bande noire fut jugée en 1862.

## Galerie

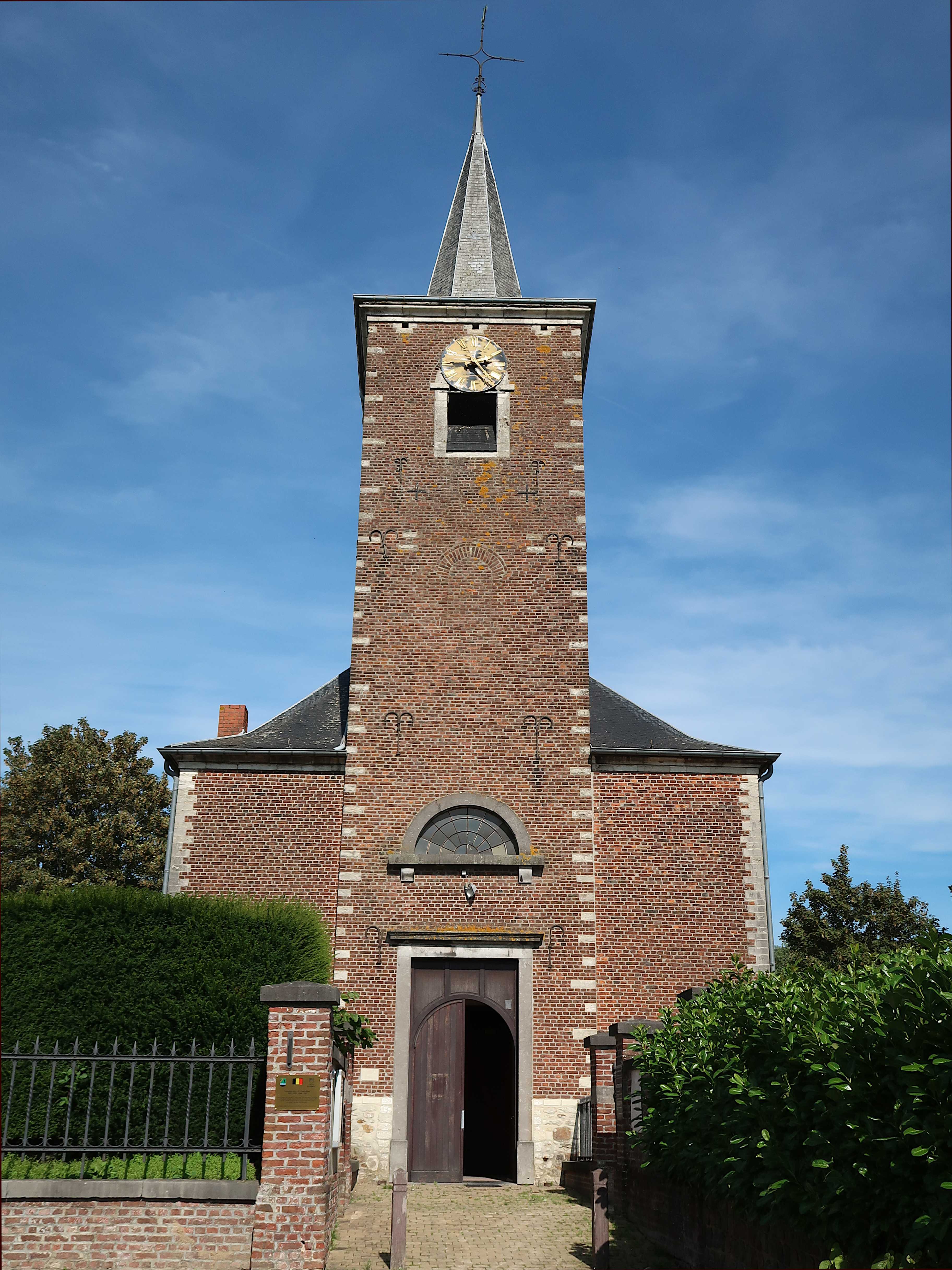
Eglise Saint-Lambert de 1762.
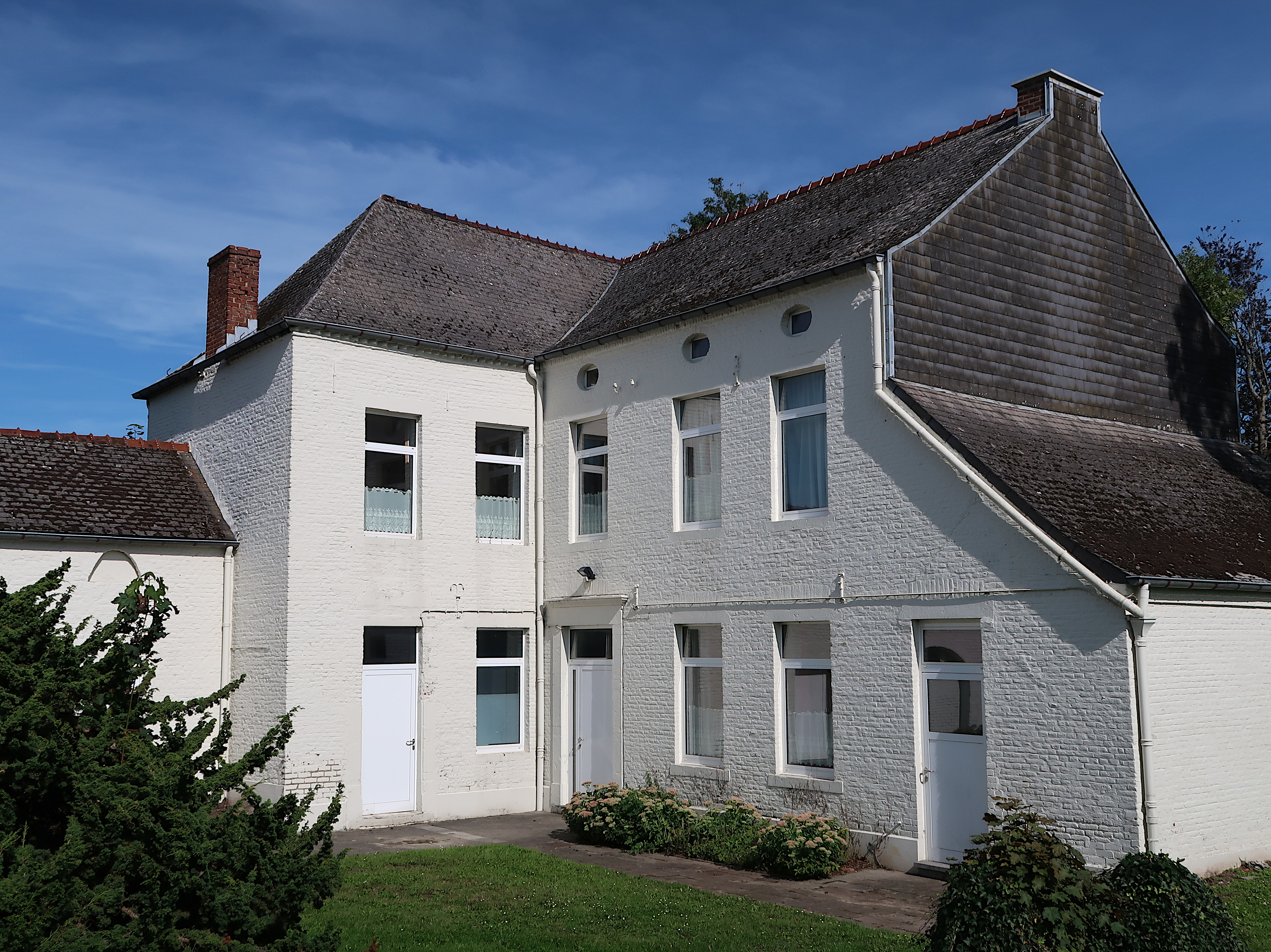
Presbytère (XIXe siècle).
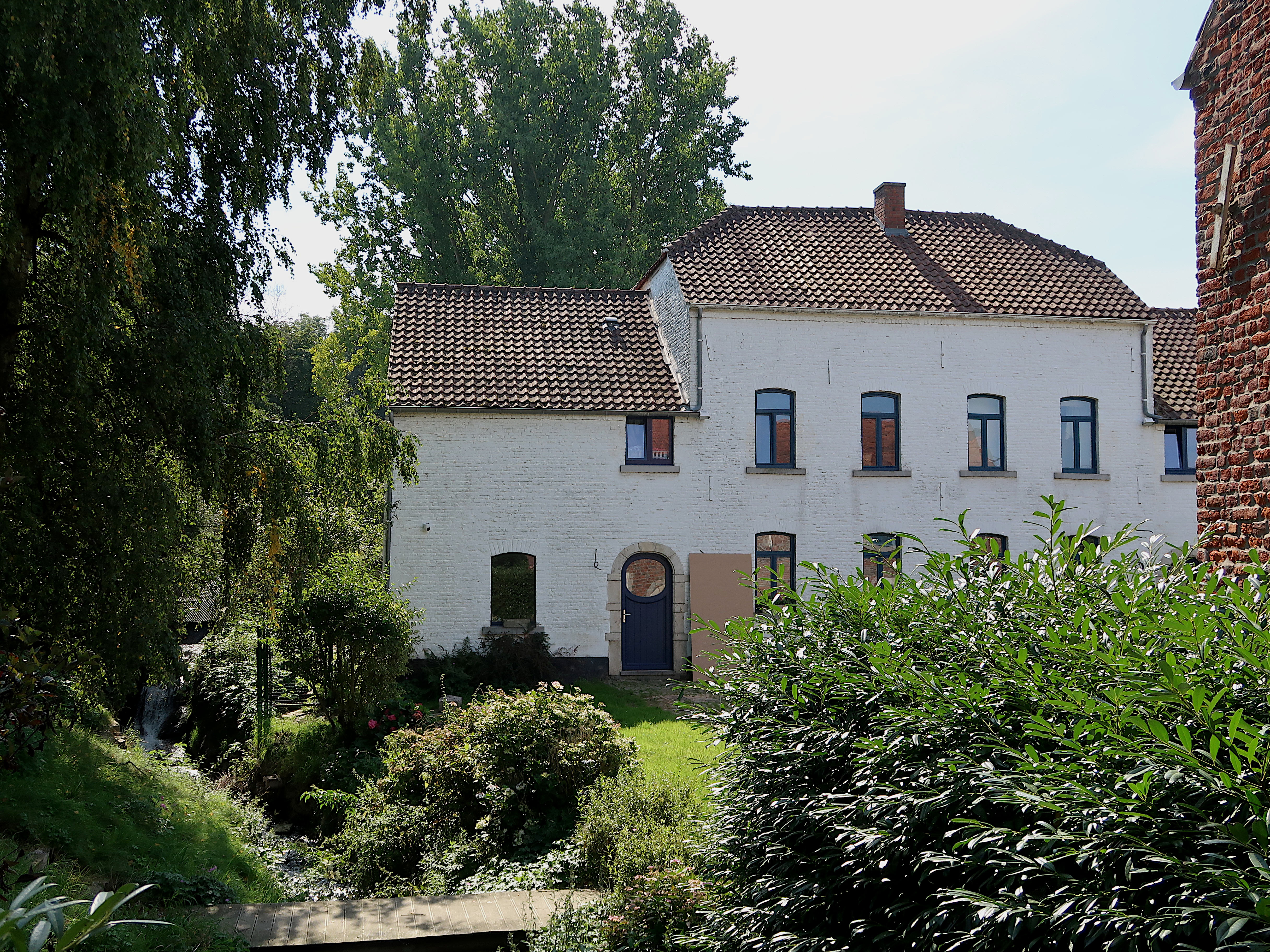
Moulin d'Odenge.
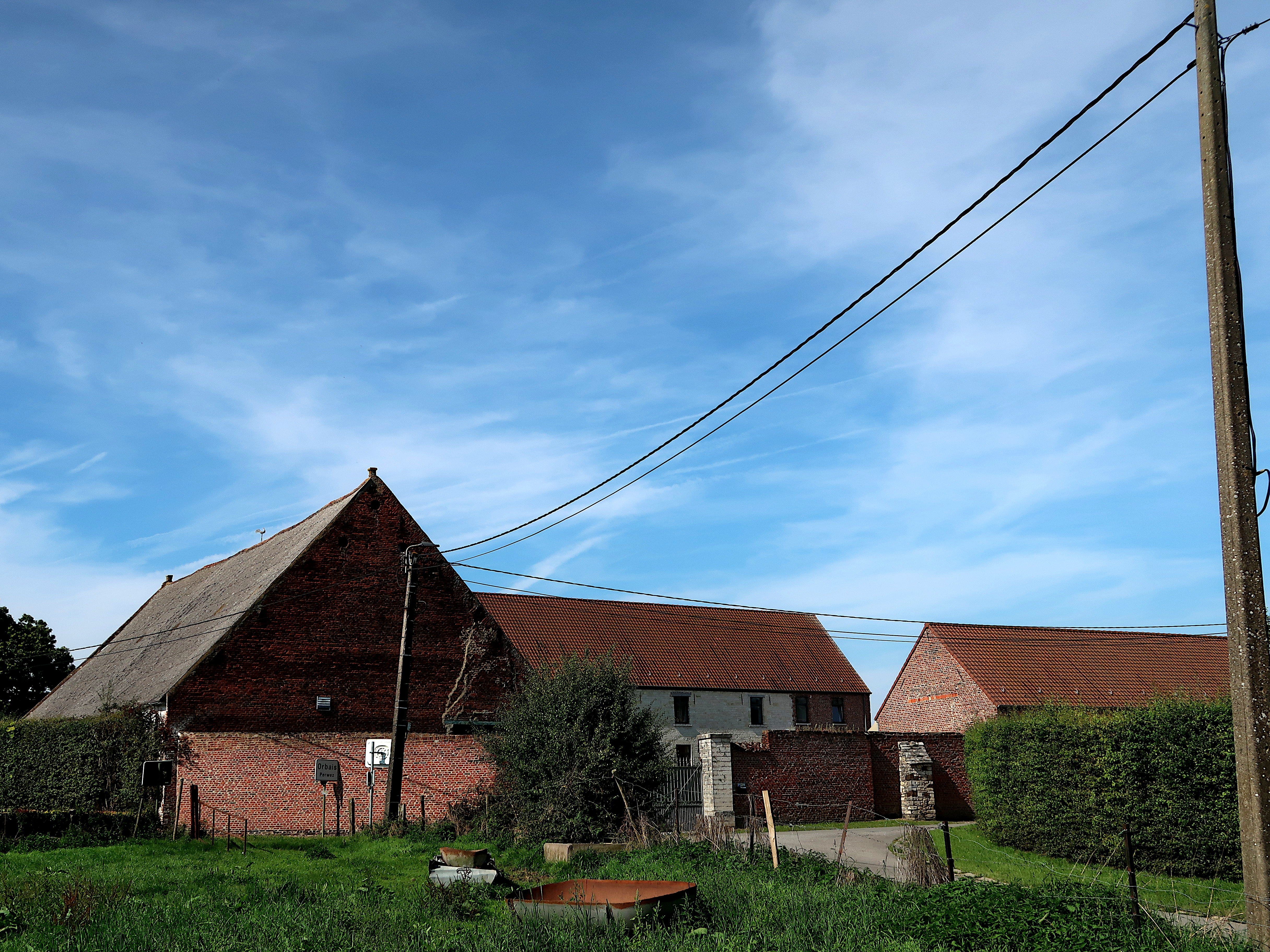
Ferme de Grande Odenge.

## Personnalités liées au village
- Emmanuel-Joseph Stevenart, né à Orbais en 1785, artilleur sous l'Empire, mort à la bataille des Quatre-Bras en 1815.